# Americanismo

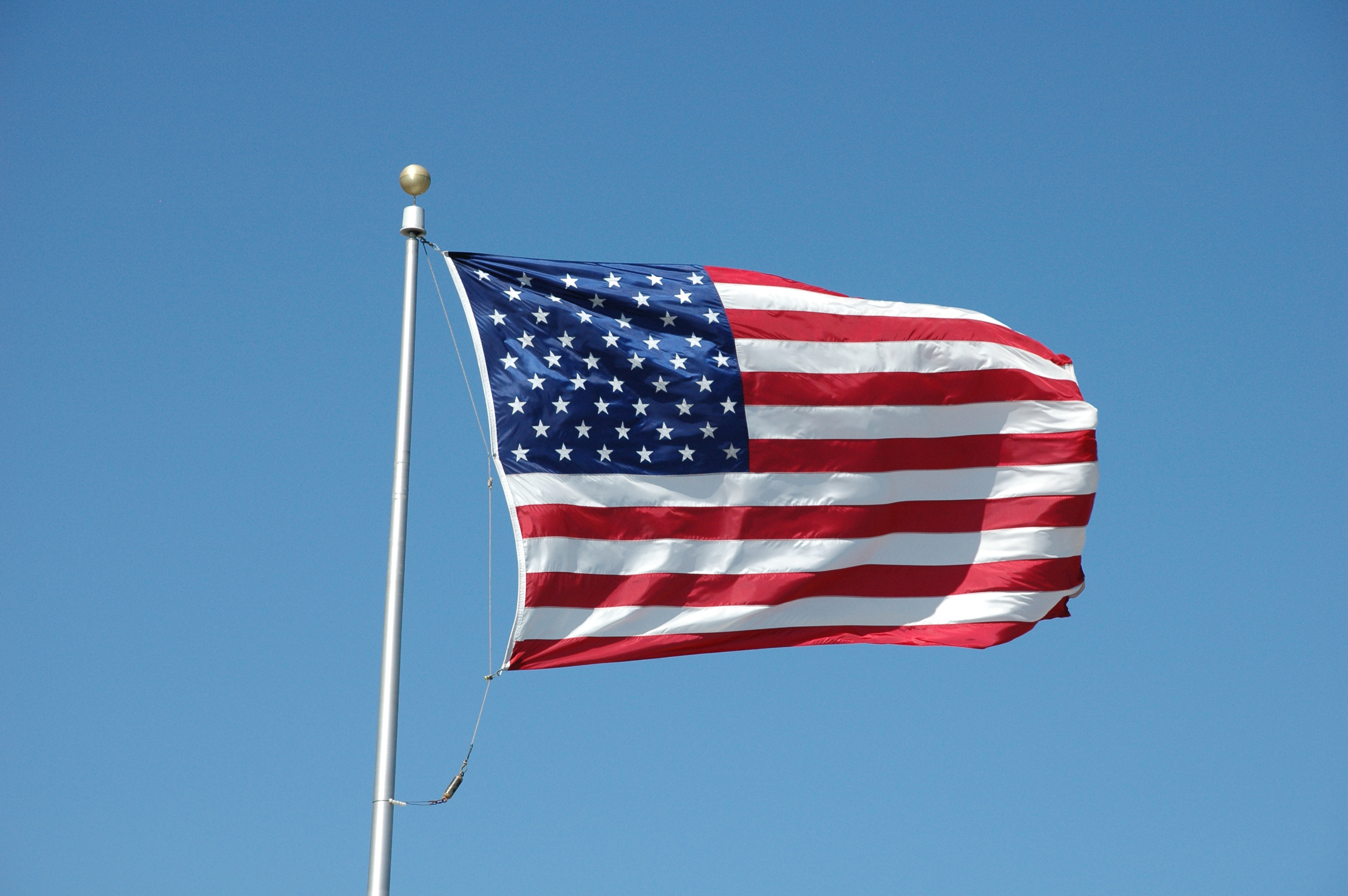
Bandiera degli Stati Uniti

Il termine americanesimo o americanismo descrive una posizione favorevole nei confronti della politica, della cultura e della società degli Stati Uniti d'America.

## Ideologia
L'americanismo parte dalla convinzione che gli Stati Uniti influiscano positivamente sulla cultura, la società e lo stile di vita. Politicamente, è la posizione ideologica favorevole al liberalismo statunitense e in opposizione al comunismo e al nazifascismo.
Anche il panamericanismo, o integrazione panamericana, nel suo obbiettivo di incoraggiare le relazioni, l'associazione e la cooperazione su base paritaria tra gli Stati delle Americhe, evitando di uniformarsi culturalmente e politicamente all'egemonia degli Stati Uniti, è visto come un movimento politico in contrasto con l'americanismo.

## Antiamericanismo
Per Antiamericanismo si intende l'atteggiamento delle persone convinte che al contrario gli Stati Uniti esercitino un'influenza negativa in campo culturale e economico. Alla base dell'antiamericanismo vi sono diversi motivi: nei paesi occidentali nasce dall'idea che gli Stati Uniti conducano una politica estera troppo violenta, mentre in alcuni casi l'antiamericanismo è associato anche ai movimenti No global, che considerano gli Stati Uniti i maggiori fautori dello sviluppo della globalizzazione. Nei paesi musulmani l'antiamericanismo è dettato da motivi religiosi.